# 김민재 (프로게이머)
김민재는 대한민국의 FIFA 온라인 프로게이머이다. 지난 2013년 12월에 열린 EA SPORTS 피파온라인3 챔피언십 2013에서 개인전과 팀전 우승을 하는 2관왕을 차지하였다.

## 수상 경력
- 2009 KEG 제1회 대통령배 전국 아마추어대회 광주대표선발전 우승
- 2009 KEG 제1회 대통령배 전국 아마추어대회 그랜드파이널 우승 (금매달)
- 2013 KEG 제5회 대통령배 전국 아마추어대회 광주대표선발전 우승
- 2013 EA SPORTS 피파온라인3 챔피언십 2013 개인전 우승
- 2013 EA SPORTS 피파온라인3 챔피언십 2013 팀전 우승 (Major)
- 2014 피파온라인3 동아시아 CHAMPION SHIP 개인전 우승
- 2014 피파온라인3 동아시아 CHAMPION SHIP 팀전 우승